# XDVR
XDVR è il primo album in studio del rapper italiano Sfera Ebbasta e del DJ producer Charlie Charles, pubblicato l'11 giugno 2015 dalla BHMG.

## Descrizione
Il disco si compone di dodici brani, le cui tematiche trattate ruotano attorno al desiderio di riscatto del rapper riguardo alla difficoltosa infanzia e adolescenza trascorsa a Cinisello Balsamo, puntando al sogno del successo e di arricchirsi.

## Pubblicazione
XDVR è stato inizialmente pubblicato per il download gratuito dalla etichetta discografica indipendente BHMG, e promosso dal videoclip del brano Panette, con il quale il rapper cominciò a farsi notare all'interno dell'underground italiano.
Il disco fu poi ripubblicato il 23 novembre 2015 dalla Roccia Music, etichetta discografica indipendente di Marracash e Shablo, con il titolo XDVR Reloaded, da cui sono stati estratti i videoclip dei brani Ciny e XDVRMX. La riedizione ha contribuito alla popolarità della musica trap in Italia, ricevendo anche una buona ricezione da parte della critica, ma ricevette anche numerose critiche in quanto vari brani parlavano di vita dei quartieri di periferia, comprendendo attività criminali e consumazioni di droghe quali la codeina e la marijuana.

## Tracce
1. XDVR – 2:00
2. SG4M1 – 2:33
3. Panette – 3:15
4. No Champagne – 2:58
5. Mercedes nero (feat. Tedua & Izi) – 3:52
6. Te lo do – 2:32
7. Brutti sogni – 3:15
8. Più forte – 3:51
9. Tutti scemi – 3:31
10. Rapina – 2:55
11. Zero – 3:19
12. Marshmallow – 4:05

Tracce bonus in XDVR Reloaded
1. Ciny – 2:46
2. XDVRMX (feat. Luchè & Marracash) – 3:22
3. Trap Kings – 4:00

## Formazione
Musicisti
- Sfera Ebbasta – voce
- Duate (Tedua) – voce aggiuntiva (traccia 5)
- Izi – voce aggiuntiva (traccia 5)
- Luchè – voce aggiuntiva (traccia 14)
- Marracash – voce aggiuntiva (traccia 14)

Produzione
- Charlie Charles – produzione, missaggio, mastering, montaggio

## Classifiche
| Classifica (2023) | Posizione massima |
| ----------------- | ----------------- |
| Italia            | 10                |